# Großsteingrab Steinbeck
Das Großsteingrab Steinbeck (auch als Hünenschloss bezeichnet) ist eine megalithische Grabanlage der jungsteinzeitlichen Trichterbecherkultur bei Steinbeck, einem Ortsteil der Gemeinde Buchholz in der Nordheide im Landkreis Harburg (Niedersachsen). Es trägt die Sprockhoff-Nummer 674.

## Lage
Das Grab befindet sich direkt im Ort Steinbeck, westlich der Bundesstraße 75 und südlich der Wenzendorfer Straße.

## Beschreibung
C. Einfeld lieferte 1855 eine eingehende Beschreibung des Grabes, die sich auf einen Bericht des Hofbraurats Wittmann aus dem Jahr 1813 stützt. Die Anlage wurde damals weitgehend zerstört, als Napoleon I. die Bremer Straße (die heutige B 75) zur Chaussee ausbauen ließ. Dem Bericht zufolge besaß das Grab ein nordwest-südöstlich orientiertes Hünenbett mit einer Länge von 70 m und einer Breite von 5,4 m. Von der Umfassung waren noch 34 Steine vorhanden, was weniger als einem Viertel des ursprünglichen Bestands entsprach. Die Grabkammer war 11 m von einem Ende des Hünenbetts entfernt. Sie hatte eine Länge von 10,5 m, eine Breite von 2,4 m und eine Höhe von 1,75 m und war eine so genannte Emsländische Kammer. Sie besaß 15 Wand- und vier Decksteine. Von letzteren waren 1813 noch drei vorhanden. Der Kammerboden besaß ein Pflaster aus Kieselsteinen. Funde aus der Kammer waren Feuerstein-Dolche und -Messer sowie zerscherbte Keramik.
Von dieser außergewöhnlich großen Anlage ist heute nur noch ein bescheidener Rest übrig. Ernst Sprockhoff konnte bei seiner Aufnahme im Jahr 1967 nur noch drei Umfassungssteine der südwestlichen Langseite und den westlichen Eckstein der nordwestlichen Schmalseite in situ vorfinden. Ein weiterer in situ stehender Stein ist in der Ecke eines Hauses eingemauert. Drei weitere Steine stehen nicht mehr an ihrer ursprünglichen Position, einer ist gespalten.

## Sonstiges
Nach einer seit dem 18. Jahrhundert belegten Sage soll es sich beim Hünenschloss um „das Grabmal des Arminius“ handeln.